# Pata Pata
Pata Pata, és una cançó de ball afro-pop popularitzada internacionalment per la cantant sud-africana Miriam Makeba. "Pata Pata" te l'autoria de Makeba i Jerry Ragovoy. La gravació més popular de "Pata Pata" es va portar a terme i va publicar-se als Estats Units el 1967. Molts artistes consideren que l'èxit de la cançó és degut al segell Makeba i, des de llavors, ha estat enregistrada per molts altres cantants.

## Orígens
El títol de la cançó "Pata Pata" significa "Toca Toca" en l'idioma Xhosa, en què originalment va ser escrita i cantada. "Pata Pata" també va ser el nom d'un estil de ball que va ser popular en els shebeens (antics bars i tavernes il·legals de Sophiatown) de Johannesburg a mitjans dels 1950. La ballarina s'ajupia davant la seva parella i li donava uns cops al seu cos al ritme de la música, mentre ell s'aixecava i girava tot fent cercles amb el maluc. En una altra versió del ball, 
 Els ballarins masculins es mantenen en fila amb els braços estesos cap al davant, amb les palmes al terra, mentre que les dones acariecien la seva parella de forma semblant a la cerca de seguretat corporal, i després els homes fan el mateix amb les dones. 
 El "Pata Pata" de Makeba no va ser l'única cançó inspirada en el ball de "Pata Pata". La melodia "Pata Pata" es va basar en un instrumental "Phatha Phatha" de Shumi Ntutu i Isaac Nkosi, que al seu torn es basava en "Noma Kumnyama" d'Alson Mkhize. El popular "Ei Yow Phata Phata" del 1956 de Dorothy Masuka era ben diferent del de Makeba. En els anys posteriors, Masuka va fer la seva pròpia gravació de la versió popularitzada per Makeba. Masuka va afirmar que ella mateixa l'havia escrit.

## Enregistraments

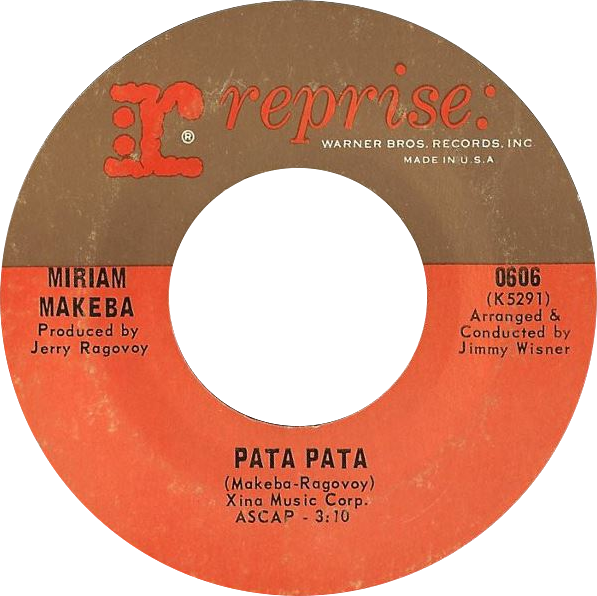
Cara A del single de vinil Pata Pata, gravat als Estats Units

El "Pata Pata" de Makeba va ser cantat, gravat i llançat originalment a Sud-àfrica pel grup de noies Makeba The Skylarks el 1959. Algunes fonts indiquen que ella havia gravat per primera vegada la cançó amb The Skylarks el 1956.
El 1967, després d'haver establert una carrera exitosa com a cantant als Estats Units, Makeba va tornar a gravar la cançó amb el productor Jerry Ragovoy, i amb una part afegida parlada en anglès. Ragovoy, va passar llavors a ser co-escriptor de la lletra i la música. Va ser llançat als Estats Units a l'àlbum d'estudi de Makeba amb el mateix nom. També es va estrenar com a senzill i va assolir la seva puntuació màxima amb el número e número 12 el 25 de novembre de 1967 a la llista de Billboard. La cara be de la cançó es deia Malayisha.

El contingut en anglès d'aquesta versió inclou una descripció de l'origen de la dansa: 
 Pata Pata és el nom d'una dansa [sat si pata pata] Baixem a la manera de Johannesburg [sat si pata pata] I tothom es comença a moure [sat si pata pata] Tan aviat com Pata Pata comença a caminar - hoo [sat si pata pata] 
 La versió original (1967) de "Pata Pata" s'inclou a Pata Pata (àlmbum llançat el 1972), The Best of the Early Years (Miriam Makeba), una col·lecció de 24 temes llançats el 2002 per Wrasse, i la recopilació de 40 temes Her Essential Recordings: The Empress of African Song (Manteca 2006).
El 1988 es va fer una versió en duet amb Chayanne, inclosa a l'àlbum Chayanne. El 1990 Makeba va tornar a gravar la cançó per al seu propi àlbum Welela. Makeba també va publicar una versió renovada de la cançó, titulada "Pata Pata 2000", al seu àlbum Homeland del 2000.

## Recepció
La versió de Makeba del 1967 va tenir èxit al Billboard Hot 100 i va assolir el número 12. La nit que va morir, Miriam Makeba va interpretar "Pata Pata" just abans de caure a l'escenari.
El 2009, Honda va utilitzar la cançó en un anunci de televisió per al seu Accord Crosstour de 2010.
La repercussió de la cançó de Makeba s'ha fet sentir en molts cantants africans, com es el cas de Manu Dibango o Angelique Kidjo, la qual ha col·laborat amb UNICEF amb la nova gravació de la cançó "Pata Pata" de Makeba, coneguda també com a "Mama Africa", en reconèixer els seus valors d'alegria i desafiament en els tems del COVID-19.

## Altres versions
- 1966: Lynn Taitt (single de Merritone 7 "llançat per Federal Records) Rocksteady Instrumental[21]
- 1967: Wilson Simonal (Alegria Alegria Vol.1)
- 1968: Los Rockin Devils (Pies-Pata Psicodelico Días)[22]
- 1968: Señor Soul (Señor Soul juga Favorits divertits)
- 1968: El Gran Combo de Puerto Rico (àlbum "Pata Pata Jala Jala Boogaloo")
- 1968: The Supremes (àlbum de banda sonora "TCB" i emissió de TV)
- 1969: Tito Puente i la seva orquestra (àlbum "El rei Tito Puente / El Rey Tito Puente")
- 1980: Osibisa (àlbum de Mystic Energy)
- 1980: Sylvie Vartan (cantant francesa d'origen búlgar: single "Tape Tape" de l'àlbum Bienvenue Solitude)
- 1981: Prima Vera (àlbum Den 5te)
- 1985: Otto Waalkes en el seu Debut cinematogràfic (Otto-der Film)[23]
- 1988: Chayanne feat. Miriam Makeba (inclosa a Chayanne)
- 1989: Triple & Touch tocava aquesta cançó en directe de gira amb Björn Afzelius 1989 a Hovdala slott
- 1997: Daúde
- 1998: Coumba Gawlo
- 1998: El General (versió Spanglish)
- 1999: Manu Dibango
- 2000: Thalía (la va enregistrar per al seu àlbum Arrasando)
- 2001: Els Skatalites
- 2002: Jonathan Butler (va gravar una presentació d'aquesta cançó del seu àlbum Surrender)[24][25]
- 2004: Helmut Lotti
- 2006: Tony Esposito[26]
- 2007: African Jazz Pioneers
- 2010: DJ Happy Vibes, Lira
- 2011: Arielle Dombasle feat. Mokobé (publicat al seu àlbum Diva Latina)
- 2011: African Ladies (versió de portada per a videojocs Just Dance 3 a Wii, Xbox 360 i PlayStation 3)
- 2011: Milk & Sugar feat. Miriam Makeba (va fer un remix amb Makeba),
- 2012: Lorraine Klaasen (Un homenatge a Miriam Makeba)
- 2015: Playing for Change
- 2016: Pink Martini

La cançó també ha estat enregistrada per Angélique Kidjo i Howard Carpendale.

## Èxits
| Llistes gràfiques (1967)           | Posició |
| ---------------------------------- | ------- |
| US Billboard Hot 100               | 12      |
| US Billboard Hot R&B/Hip-Hop Songs | 7       |
| Veneçuela                          | 1       |